# Johann Gottfried Michaelis
Johann Gottfried Michaelis (* 20. Mai 1676 in Senftenberg; † 24. April 1754 in Dresden) war ein sächsischer Hofopticus (Optiker) und Kirchner.

## Leben
Sein Vater war zur Zeit von Johann Gottfried Michaelis Geburt Stadtsoldat in der damals kursächsischen Stadt Senftenberg. Später siedelte er mit der Familie wieder in seine Heimatstadt Dresden über, wo er ein Haus erwarb und das Bürgerrecht erhielt.
Johann Gottfried Michaelis wurde 1702 Adjunkt des an der alten Frauenkirche tätigen Kirchners Thomas Solger. Von diesem wurde Michaelis auch in Optik unterrichtet. Durch ein Dekret des sächsisch-polnischen Kurfürst-Königs August des Starken wurde er 1722 Hofopticus. Nach Solgers Tod erhielt Michaelis dessen Posten als Kirchner der Frauenkirche und wechselte 1741 in gleicher Position an die Kreuzkirche, nachdem der dortige Kirchner Johann George Keubier starb. In dieser Stelle war Michaelis bis zu seinem Tod tätig.
Michaelis starb einen Monat vor seinem 78. Geburtstag. Die Leichenpredigt hielt der Superintendent in der barocken Frauenkirche am 28. April 1754 über Joh 3,16 . Die dazu gespielte Trauermusik wurde durch Reinhold in den Druck gegeben.
Bereits vor ihm starben seine Ehefrau sowie sein einziger Sohn Johann Gottlieb Michaelis (auch Johann Gottlob Michaelis; 1704–1740), der Geheimkämmerer am sächsischen Hof und seit 1739 Inspektor des mathematischen, optischen und physikalischen Kabinetts war.

## Werk
Neben den von ihn hergestellten Vergrößerungsgläsern ist Johann Gottfried Michaelis vor allem durch die Überlieferung der zeitgenössischen Grabsteininschriften und Epitaphien der alten Frauenkirche und des sie umgebenden Frauenkirchhofs von geschichtlichem Interesse:
- Dreßdnische Inscriptiones und Epitaphia,. Welche Auf denen Monumentis derer in GOtt ruhenden / so allhier in und außer der Kirche zu unser Lieben Frauen begraben liegen, und eine fröliche Aufferstehung erwarten, zu finden / Denen Verstorbenen zu immerwährenden Andencken / denen Lebendigen aber zum Spiegel und willigen Nachfolge, mit allen Fleiß zusammen gesucht / und zum öffentlichen Druck / Nebst einer Historischen Vorrede von gedachter Kirche dargestellet worden. Selbstverlag des Autors, Dresden 1714 (Digitalisat der SLUB Dresden; Online in der Google-Buchsuche).
- Monumenta Dresdensia, Oder Grab- und Ehren-Mahle der Haupt-Stadt und Vestung Dresden /. Besonders derer daselbst in GOtt Ruhenden / in und ausser der Kirchen zur Lieben Frauen / Denen Verstorbenen zu immerwährendem Andencken / denen Lebendigen aber zum Spiegel und willigen Nachfolge, mit grosser Mühe zusammen getragen, Und Nebst einer histor. Vorrede von gedachter Kirche dem Druck übergeben. David Richter, Budisin 1718 (Digitalisat der ULB Sachsen-Anhalt).

Zudem sind durch ihn überliefert:
- Verzeichnüß derer Betraueten, Betaufften, Begrabenen und Communicanten, so in diesen … Jahre in der Churfl. Residenz-Stadt Dresden auffgemercket worden ; Getrauten Getauften Kommunikanten kurfürstlichen angemerkt. Dresden 1702, Mscr.Dresd.d.62,Bl.153
- Gründlich Verzeichnüß, wie viel in dem … Jahre in der Chur-Fürstl. Sächß. Residenz-Stadt Dresden an Trauungen, Tauffen, Begrabenen, wie auch Communicanten auffgemercket worden. Dresden 1704–1707, Mscr.Dresd.d.62,Bl.155/158